# دهه ۱۳۲۰ (پیش از میلاد)
دهه ۱۳۲۰ (پیش از میلاد) صد و سی و دومین دهه قبل از مبدا شروع تقویم میلادی است.